# Emån
Der Emån ist ein Fluss im südlichen Schweden. 

## Flusslauf
Der Emån entspringt nördlich von Bodafors in Småland. Er fließt etwa 229 Kilometer in östlicher Richtung und mündet südlich von Oskarshamn in die Ostsee.
Siedlungen entlang des Flusses sind Vetlanda, Holsbybrunn, Kvillsfors, Målilla und Högsby.
Der Emån gilt als artenreich. In ihm leben 32 Fischarten. Das in einer alten Wassermühle untergebrachte Emåns Ekomuseum in Bodafors stellt unter anderem die biologische Vielfalt des Flusses dar. Hier besteht ein vier Kilometer langer Naturlehrpfad entlang des Flusses.